# Centaurea halophila
Centaurea halophila — вид квіткових рослин айстрових (Asteraceae). Ендемік Туреччини (Центральна Анатолія, Внутрішня Анатолія).